# Igor Szafariewicz
Igor Rostisławowicz Szafariewicz, ros. Игорь Ростиславович Шафаревич (ur. 3 czerwca 1923 w Żytomierzu, zm. 19 lutego 2017 w Moskwie) – rosyjski matematyk zajmujący się algebrą, geometrią algebraiczną i algebraiczną teorią liczb.

## Życiorys
W 1940 roku skończył Uniwersytet Moskiewski, na którym wykładał w latach 1944–1975. Od roku 1953 jako profesor. Od 1943 pracował w Matematycznym Instytucie im. Stiekłowa Akademii Nauk, w którym od roku 1960 był kierownikiem oddziału. W latach 1970–1974 był prezydentem Moskiewskiego Instytutu Matematycznego. Był członkiem Niemieckiej Akademii Przyrodników Leopoldina (1960), Londyńskiego Towarzystwa Matematycznego (1974), United States National Academy of Sciences (1974), Londyńskiego Towarzystwa Królewskiego (1981). W 1978 roku otrzymał doktorat honoris causa Uniwersytetu Paryskiego.
Od lat 60. angażował się we wspieranie ofiar represji komunistycznych, Rosyjskiej Cerkwi Prawosławnej i ruch obrony praw człowieka stworzony przez Andrieja Sacharowa. Z czasem przeszedł do krytyki systemu komunistycznego z pozycji nacjonalizmu rosyjskiego, nie unikając elementów antysemickich, czym zbliżył się w poglądach do Aleksandra Sołżenicyna, ale oddalił od środowisk demokratycznych.

## Publikacje
- Teoria liczb (1985, współautor Z. Borewicz)[3]
- Podstawy geometrii algebraicznej (1972)
- Geometrie i grupy (1983, współautor W. Nikulin) – monografia poświęcona badaniu różnych geometrii związanych z programem erlangeńskim Kleina: pięć geometrii lokalnie identycznych z płaszczyzną (płaszczyzna, powierzchnia walcowa, skręcona powierzchnia walcowa, torus, butelka Kleina), geometrie lokalnie identyczne z przestrzenią trójwymiarową, grupy krystalograficzne, geometria hiperboliczna[4]
- Podstawowe pojęcia algebry (1999) – podręcznik nowoczesnej algebry obejmujący kolejno: ciała, pierścienie przemienne, homomorfizmy i ideały, moduły, wymiar algebraiczny, algebraiczny aspekt pojęć infinitezymalnych, pierścienie nieprzemienne i moduły nad nimi, pierścienie i moduły półproste, grupy i ich reprezentacje, algebry Liego, kategorie, algebrę homologiczną i K-teorię[5]
- Algebra liniowa i geometria (2009, współautor A. Remizov)[6]